# Italija na Svetovnem prvenstvu v hokeju na ledu 2006
Italija na Svetovnem prvenstvu v hokeju na ledu 2006 je bila na začetku prvenstva razporejena v Skupino B (skupaj s Švico, Ukrajino in Švedsko).

## Člani reprezentance
Vodstvo
- selektor: Michel Goulet

Igralci
- vratarji: Jason Muzzatti, Thomas Tragust, Rene Baur
- branilci: Carter Trevisani, Michele Strazzabosco, Alexander Egger, Florian Ramoser, Carlo Lorenzi, Armin Helfer, Christian Borgatello
- napadalci: Giorgio de Bettin, Nicola Fontanive, Luca Felicetti, John Parco, Anthony Iob, Paolo Bustreo, Giuseppe Busillo, Stefano Margoni, Andrea Molteni, Manuel de Toni, Jason Cirone, Luca Ansoldi, Enrico Chelodi

## Tekme
| Reprezentanca | Rezultat | Reprezentanca | Skupina             | Datum        |  |
| Švica         | 3:1      | Italija       | Skupina B           | 6. maj 2006  |  |
| Švedska       | 4:0      | Italija       | Skupina B           | 8. maj 2006  |  |
| Italija       | 2:4      | Ukrajina      | Skupina B           | 10. maj 2006 |  |
| Italija       | 3:2      | Kazahstan     | Skupina za obstanek | 12. maj 2006 |  |
| Italija       | 0:5      | Danska        | Skupina za obstanek | 13. maj 2006 |  |
| Slovenija     | 3:3      | Italija       | Skupina za obstanek | 15. maj 2006 |  |
| ------------- | -------- | ------------- | ------------------- | ------------ |  |